# Jinghu
För andra betydelser, se Jinghu (olika betydelser).
Jinghu (kinesiska: 京胡; pinyin: jīnghú, "huvudstads-hu", även kallat 胡琴, húqín) är ett tvåsträngat stråkinstrument från Kina använt som solo- och orkesterinstrumenten i pekingopera. Det hör liksom erhu, gaohu, banhu, sihu och flera andra till den stora huqinfamiljen och liksom för andra instrument i familjen träs stråktaglet mellan de två strängarna som sedan kan spelas en i taget eller samtidigt. Jinghu har mindre hals och kropp än de andra instrumenten vilket ger det en högre tonhöjd; det är också det enda instrumentet i familjen som är gjort av bambu.